# 臣部
臣部，為漢字索引中的部首之一，康熙字典214個部首中的第一百三十一個（六劃的則為第十四個）。在傳統漢字與中文簡化字中，其都被歸為六劃部首。臣部只以左方為部字。且無其他部首可用者將部首歸為臣部。

## 部首單字解釋
1. 君主制的官吏。
2. 君主時代對庶民的稱呼。
3. 古代對人的謙稱。秦、漢以前稱臣，漢以後稱僕。
4. 指男性奴僕、俘虜。
5. 姓。見萬姓統譜 · 一九。

## 字形

甲骨文
金文
小篆

## 字例
（依Unicode排名）
| 除部首外之筆劃 | 字例   |
| -------------- | ------ |
| 0              | 臣     |
| 1              | 𦣝     |
| 2              | 臤臥   |
| 5              | 䑐     |
| 6              | 臦     |
| 8              | 臧     |
| 10             | 𦣪     |
| 11             | 臨臩𦣰 |
| 12             | 䑑     |